# Naissance en 1256
Naissance
- 1252
- 1253
- 1254
- 1255
- 1256
- 1257
- 1258
- 1259
- 1260

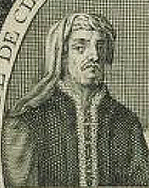
Robert de Clermont, né en 1256.

Cette page dresse une liste de personnalités nées au cours de l'année 1256.
- 6 janvier : Gertrude de Helfta, mystique rhénane, moniale cistercienne, une des initiatrices de la dévotion au Sacré-Cœur.
- Andrea Dotti, religieux italien, de l'ordre des Servi di Maria, vénéré comme saint de l'Église catholique.
- Ibn al-Banna, ou Ibn al-Banna al-Marrakushi al-Azdi encore appelé Abu'l-Abbas Ahmad ibn Muhammad ibn Uthman al-Azdi, mathématicien et astronome marocain.
- Thierry VII de Clèves, comte de Clèves.
- Guillaume de Warenne, fils de John de Warenne (6e comte de Surrey).

date incertaine (vers 1256)
- Robert de Clermont, comte de Clermont, seigneur de Bourbon, de Charolais, de Saint-Just et de Creil, chambrier de France, connu sous le nom de Robert de Clermont, est un prince français.